# Ray (Verwaltungsbezirk)
Ray oder Schahrestan Ray (persisch شهرستان ری) ist ein Schahrestan in der Provinz Teheran im Iran. Er enthält die Stadt Schahr-e Rey, welche die Hauptstadt des Kreises ist.

## Demografie
Bei der Volkszählung 2016 betrug die Einwohnerzahl des Kreises 349.700. Die Alphabetisierung lag bei 85,2 Prozent der Bevölkerung. Knapp 58 Prozent der Bevölkerung lebten in urbanen Regionen.
| Zensusjahr | Einwohnerzahl |
| ---------- | ------------- |
| 2011       | 319.305       |
| 2016       | 349.700       |